# Krystyna Gutowska
Krystyna Gutowska (ur. 6 grudnia 1947 w Gdańsku) – polska filozof kultury i estetyk, specjalizująca się także w zagadnieniach z zakresu zarządzania dziedzictwem kulturowym.

## Życiorys
Absolwentka Uniwersytetu Warszawskiego w zakresie polonistyki i filozofii. Doktor, pracuje na Wydziale Administracji i Nauk Społecznych Politechniki Warszawskiej, członek Senatu Politechniki Warszawskiej XLVI kadencji. Animatorka nauczania filozofii w szkole w ramach programu edukacyjnego „Filozofia dla dzieci” i współzałożycielka Stowarzyszenia Edukacji Filozoficznej „Phronesis”.
Działaczka ruchu związkowego NSZZ „Solidarność”. W okresie delegalizacji związku po wprowadzeniu stanu wojennego między innymi prowadziła biuro Niezależnej Oświaty, Kultury i Nauki Regionu Mazowsze – tzw. OKN-o, współpracując bezpośrednio z Wiktorem Kulerskim, wiceprzewodniczącym podziemnego Regionalnego Komitetu Wykonawczego Mazowsze. Córka Lecha Kobylińskiego.

## Wyróżnienia i nagrody
Wyróżniona nagrodą Polcul Foundation – Niezależnej Fundacji Popierania Kultury Polskiej im. Jerzego Bonieckiego – za podziemną działalność w czasie stanu wojennego oraz w 1994 za społeczną działalność w Fundacji Edukacja dla Demokracji.
Odznaczona Medalem Komisji Edukacji Narodowej oraz Krzyżem Oficerskim Orderu Odrodzenia Polski za wybitne zasługi w działalności na rzecz przemian demokratycznych w Polsce.

## Najważniejsze publikacje naukowe
- Zrozumieć sztukę – (trzy wydania: Warszawa 1995, 2000, 2006)
- Problemy zarządzania dziedzictwem kulturowym (redaktor naukowy i współautor), Warszawa 2000
- Dziedzictwo kulturowe – konteksty odpowiedzialności (redaktor naukowy i współautor), Warszawa 2003
- Zabytki i społeczeństwo (redaktor naukowy i współautor), Warszawa 1999